# На комете
«На комете» (чеш. Na kometě) — чехословацкий научно-фантастический приключенческий фильм 1970 года, снятый режиссёром Карелом Земаном по роману «Гектор Сервадак» Жюля Верна. Фильм снят в стиле гротеск и состоит из анимации, объединённой с живыми сценами.

## Сюжет
1888 год. Северная Африка. Французский лейтенант — картограф Гектор Сервадак во время составления карты местности, которая проходила на побережье, находясь на краю обрыва, неожиданно падает в море. Его спасает молодая красивая женщина — Анжелика, бежавшая с испанского корабля, команда которого помогает арабскому королю возглавить восстание против французских колонизаторов. К Земле начинает приближаться комета, появление которой сопровождается стихийными природными явлениями, происходящими на побережье колонии. В тот момент, когда французская и арабская армии были готовы начать сражение, комета касается поверхности Земли и уносит на себя часть её территории вместе с городом и людьми.
Находясь на поверхности кометы, французы с недоумением смотрели со стороны на Землю. Но, несмотря на это, они всё ещё были полны решимости вести сражение, как и арабы, потерявшие своё оружие при перемещении на комету. Но вместо боя с арабами французам пришлось отражать нападение появившихся динозавров. Все французские атаки, включая кавалерию, терпят неудачу. Напавших на колонию динозавров обратил в бегство грохот кастрюль, загруженных в повозку с лошадью. Французы, поняв, что от пушек нет никакого толку, сбрасывают их вниз, оборудуя защиту крепости длинными палки с привязанными к ним металлическими грохающими кастрюлями. Арабы подбирают выброшенные французами пушки и начинают осаду крепости. Когда комета оказалась вблизи зоны притяжения Красной планеты, обе стороны, приняв это за конец света, прекращают сражение. Но их опасения оказались напрасными, поскольку комета пролетала мимо Марса. Поскольку все находятся не на Земле, а на комете, лейтенант Сервадак убеждает обе воюющие стороны жить в дружбе и мире.
Братья Анжелики, полагая, что Гектор — похититель их сестры, мешают их уединению, похищают Анжелику и уплывают на парусной лодке в направлении Валенсии, не зная, что они находятся не на Земле, а на комете. Гектор Сервадак устремляется на испанском корабле за похитителями невесты. В море экипаж корабля замечает гигантского морского змея, которого удаётся отпугнуть с помощью грохающей металлической посуды. На пути корабля находился остров, населённый доисторическими животными. Во время остановки корабля на острове, который являлся колонией Великобритании, Анжелика, покинувшая своих братьев, вплавь добирается до испанского корабля и поднимается на его борт. Во время свадьбы Гектора и Анжелики в небе появляется Земля, которая заставляет всех гостей свадьбы вновь вернуться к боевым действиям. Во время осады крепости арабы заставляют французов отступить, а после уничтожают испанский корабль. Гектор, не найдя Анжелику в городе, приходит к обрыву и видит, как братья уплывают на лодке вместе с ней. Находясь на краю обрыва, Гектор делает шаг в пустоту и падает в море. Спасённый Гектор приходит в себя на берегу и понимает, что приключения были его сном.

## В ролях
- Магда Вашариова — Анжелика
- Эмиль Хорват — лейтенант Гектор Сервадак
- Франтишек Филиповский — полковник Пикард
- Честмир Ржанда — испанский консул
- Йозеф Ветровец — шейх
- Йиржина Йираскова — Эстер
- Владимир Меншик — Зильберман
- Мирослав Голуб — Хикмет
- Карел Эффа — капрал Бен
- Йозеф Глиномаз — капитан Лакост
- Ярослав Мареш — капитан Лафит
- Эдуард Когоут — Мерфи
- Здена Брониславская — танцовщица таверны
- Стева Марсалек — Махди
- Карел Павлик — Олифант
- Ярослав Стеркл — матрос с ключами
- Иржи Лир — Али
- Милош Несвадба — Хусейн
- Хануш (Ян) Бор — Луиджи
- Павел Лобовицкий — Антонио
- Ярослав Клуда — Пепино

## Съёмочная группа
- Режиссёр: Карел Земан
- Продюсер: Ян Прохазка
- Сценаристы: Карел Земан, Ян Прохазка
- Оператор: Рудольф Шталь
- Композитор: Любош Фишер